# Sergueï Kouzovlev
Sergueï Iourievitch Kouzovlev (en russe : Сергей Юрьевич Кузовлев), né le 7 janvier 1967 à Mitchourinsk en URSS, est un officier militaire russe. Depuis février 2023, il commande le district militaire sud en tant que colonel général.

## Biographie
Kouzovlev est né à Mitchourinsk dans l'oblast de Tambov le 7 janvier 1967. Il étudie à l'école numéro 21 de sa ville natale de 1974 à 1984. En 1990, il est diplômé de l'École supérieure de commandement aéroporté de Riazan (6e compagnie).
Kouzovlev commande le 506e régiment de fusiliers motorisés de la Garde (unité militaire 21617, oblast d'Orenbourg) de la 27e division de fusiliers motorisés de la Garde et sert dans les première et seconde guerres de Tchétchénie. Il est diplômé de l'Académie interarmes. De février 2005 à juillet 2008, il commande la 15e brigade de fusiliers motorisés du district militaire Volga-Oural. En mai 2005, il est promu colonel. En 2008, il entre à l'Académie militaire de l'état-major général, après avoir obtenu son diplôme en juillet 2010, il est nommé commandant de la 18e brigade de fusiliers motorisés de la Garde.
Au début de 2014, il est nommé chef d'état-major de la 58e armée interarmes du district militaire sud, et le 22 février de la même année, il est promu major général. Fin août 2015, le service de sécurité ukrainien annonce que Kouzovlev a commandé les forces russes du 2e corps d'armée de la république populaire de Louhansk de l'automne 2014 à l'hiver 2015, lors du conflit armé dans l'est de l'Ukraine. Des sources russes ont démenti cette déclaration.
De juillet 2015 à août 2016, Kouzovlev est le commandant de la 20e armée interarmes de la Garde du district militaire ouest. D'août 2016 à janvier 2017, il est le commandant de la 58e armée interarmes du district militaire sud. En mars 2017, il est nommé commandant de la nouvelle 8e armée interarmes de la Garde du district militaire sud. Le 10 juin 2017, il obtient le grade militaire de lieutenant général, avant d'être nommé chef d'état-major - premier commandant adjoint du district militaire sud en février 2019.
De novembre 2020 à février 2021, Kouzovlev est le commandant du groupe de forces des forces armées de Russie en Syrie.
En juin 2021, il devient d'office le commandant par intérim du district militaire sud et est promu au grade de colonel général le 18 février 2021. Le 13 décembre 2022, Kouzolev devient officiellement le commandant du district militaire ouest,.
Selon les services de renseignement ukrainiens, Kouzovlev a commandé des troupes du district militaire ouest pendant un peu plus d'un mois, jusqu'au 26 décembre 2022. Le 23 janvier 2023 il aurait été transféré pour commander le district militaire sud, remplacé par le lieutenant-général Evgueni Nikiforov dans le district militaire ouest. Pendant son commandement, la rébellion du groupe Wagner a lieu les 23 et 24 juin 2023, qui vit le groupe de mercenaires occuper brièvement son quartier général.
Il prend part à la contre-offensive ukrainienne de juin 2023.